# Tétrachloropalladate de sodium
Le tétrachloropalladate de sodium est un composé chimique de formule Na2PdCl4. Il s'agit d'un solide cristallisé brun rougeâtre, qui cristallise à partir d'une solution aqueuse sous forme de trihydrate Na2PdCl4·3H2O, qui est la forme sous laquelle il est commercialisé. Il peut être produit, comme les sels de métaux alcalins analogues de la forme M2PdCl4, en faisant réagir du chlorure de palladium(II) PdCl2 avec le chlorure alcalin approprié en solution aqueuse ; le chlorure de palladium(II) est insoluble dans l'eau, contrairement au sel alcalin de palladium formé :  
PdCl2 + 2 MCl ⟶ M2PdCl4.
Une autre méthode de production consiste à cliver le polymère de coordination (en) de chlorure de palladium(II) en complexes monomériques réactifs d'acétonitrile ou de benzonitrile puis à faire réagir des phosphines.